# Ventisquero Italia
Ventisquero Italia är en glaciär i Chile.   Den ligger i regionen Región de Magallanes y de la Antártica Chilena, i den södra delen av landet, 2 400 km söder om huvudstaden Santiago de Chile. Ventisquero Italia ligger 1 444 meter över havet.
Terrängen runt Ventisquero Italia är huvudsakligen bergig, men åt nordväst är den kuperad. Ventisquero Italia ligger uppe på en höjd. Trakten runt Ventisquero Italia är nära nog obefolkad, med mindre än två invånare per kvadratkilometer.. Det finns inga samhällen i närheten. 